# Newcastle (Noord-Ierland)
Newcastle (Iers: An Caisleán Nua) is een kleine plaats (town) in County Down, Noord-Ierland. Newcastle telt ongeveer 7500 inwoners. De badplaats ligt aan de Ierse Zee en is bekend vanwege haar stranden en de golfbaan Royal County Down Golf Club.

## Geboren
- Stephen Gilbert (1912-2010), schrijver
- David Jones (1947), professional golfer, voorzitter Ierse PGA